# Dybów-Kolonia
Dybów-Kolonia (prononciation : [ˈdɨbuf kɔˈlɔɲa]) est un village polonais situé dans la gmina de Radzymin dans le powiat de Wołomin et en voïvodie de Mazovie dans le centre-est de la Pologne.
Il se situe à environ 3 kilomètres au sud-est de Radzymin, 7 kilomètres au nord de Wołomin (siège du powiat), et à 26 kilomètres au nord-est de Varsovie (capitale de la Pologne)
Le village possède une population d'environ 300 habitants en 2006.

## Histoire
De 1975 à 1998, le village appartenait administrativement à la voïvodie de Varsovie.